# ساوث سان فرانسيسكو (كاليفورنيا)
سووث سان فرانسيسكو (بالإنجليزية: South San Francisco)‏ هي إحدى مدن مقاطعة سان ماتيو، كاليفورنيا. تم إعطاءها لقب مدينة في 19 سبتمبر، 1908.

## المناخ
يظهر الجدول التالي التغييرات المناخية على مدار السنة لسووث سان فرانسيسكو:
| البيانات المناخية لـسووث سان فرانسيسكو | البيانات المناخية لـسووث سان فرانسيسكو | البيانات المناخية لـسووث سان فرانسيسكو | البيانات المناخية لـسووث سان فرانسيسكو | البيانات المناخية لـسووث سان فرانسيسكو | البيانات المناخية لـسووث سان فرانسيسكو | البيانات المناخية لـسووث سان فرانسيسكو | البيانات المناخية لـسووث سان فرانسيسكو | البيانات المناخية لـسووث سان فرانسيسكو | البيانات المناخية لـسووث سان فرانسيسكو | البيانات المناخية لـسووث سان فرانسيسكو | البيانات المناخية لـسووث سان فرانسيسكو | البيانات المناخية لـسووث سان فرانسيسكو | البيانات المناخية لـسووث سان فرانسيسكو |
| الشهر                                  | يناير                                  | فبراير                                 | مارس                                   | أبريل                                  | مايو                                   | يونيو                                  | يوليو                                  | أغسطس                                  | سبتمبر                                 | أكتوبر                                 | نوفمبر                                 | ديسمبر                                 | المعدل السنوي                          |
| -------------------------------------- | -------------------------------------- | -------------------------------------- | -------------------------------------- | -------------------------------------- | -------------------------------------- | -------------------------------------- | -------------------------------------- | -------------------------------------- | -------------------------------------- | -------------------------------------- | -------------------------------------- | -------------------------------------- | -------------------------------------- |
| متوسط درجة الحرارة الكبرى °ف (°م)      | 56 (13)                                | 60 (16)                                | 62 (17)                                | 65 (18)                                | 68 (20)                                | 71 (22)                                | 72 (22)                                | 73 (23)                                | 74 (23)                                | 70 (21)                                | 63 (17)                                | 57 (14)                                | 66 (19)                                |
| متوسط درجة الحرارة الصغرى °ف (°م)      | 44 (7)                                 | 46 (8)                                 | 48 (9)                                 | 49 (9)                                 | 52 (11)                                | 54 (12)                                | 55 (13)                                | 56 (13)                                | 56 (13)                                | 53 (12)                                | 49 (9)                                 | 45 (7)                                 | 51 (10)                                |
| الهطول إنش (مم)                        | 4.17 (106)                             | 4.06 (103)                             | 2.95 (75)                              | 1.3 (33)                               | 0.47 (12)                              | 0.12 (3.0)                             | 0.00 (0.00)                            | 0.04 (1.0)                             | 0.16 (4.1)                             | 0.94 (24)                              | 2.36 (60)                              | 4.02 (102)                             | 20.59 (522.2)                          |
| المصدر: "US Climate Data               |                                        |                                        |                                        |                                        |                                        |                                        |                                        |                                        |                                        |                                        |                                        |                                        |                                        |

## توأمة
لسووث سان فرانسيسكو (كاليفورنيا) اتفاقيات توأمة مع:
- لكة